# Fuentelespino de Moya
Fuentelespino de Moya ist ein Ort und eine zentralspanische Gemeinde (municipio) mit 105 Einwohnern (Stand: 2024) im Osten der Provinz Cuenca in der Autonomen Region Kastilien-La Mancha. 

## Lage und Klima
Fuentelespino de Moya liegt auf der Westseite des Iberischen Gebirges in einer Höhe von ca. 1100 m. Die Provinzhauptstadt Cuenca befindet sich gut 53 Kilometer (Fahrtstrecke) westnordwestlich. Das Klima im Winter ist gemäßigt, im Sommer dagegen warm bis heiß. Regen (514 mm/Jahr) fällt das ganze Jahr über.

## Bevölkerungsentwicklung
| Jahr      | 1970 | 1981 | 1991 | 2001 | 2011 | 2021 |
| Einwohner | 357  | 257  | 152  | 145  | 139  | 102  |

## Sehenswürdigkeiten
- Kirche Mariä Engeln